# Maike Friedrichsen
Maike Friedrichsen-Dieckmann (Eutin, 18 juli 1970) is een voormalig volleyballer en beachvolleyballer uit Duitsland. In de zaal kwam ze in totaal 72 keer uit voor de nationale ploeg en op het strand nam ze eenmaal deel aan de Olympische Spelen.

## Carrière

### Zaal
Friedrichsen begon met volleybal bij PSV Eutin en belandde via SW Elmschenhagen en TV Hörde bij CJD Feuerbach met wie ze in 1991 het Duitse landskampioenschap won. Na twee seizoenen bij VC Schwerte speelde ze van 1993 tot en met 1996 voor USC Münster. Met de club won ze in 1994 en 1996 de CEV Cup en in 1996 het landskampioenschap en de Duitse beker. Daarnaast kwam ze 72 keer uit voor de Duitse vrouwenploeg met wie ze in 1990 mee deed aan het wereldkampioenschap in China.

### Beach
In haar eerste jaar als beachvolleyballer in 1994 werd Friedrichsen aan de zijde van Ulrike Schmidt tweede bij de nationale kampioenschappen in Timmendorfer Strand achter Judith Kern en Brigitte Lohse. Een jaar later won het duo brons. In 1996 werd ze met Silke Schmitt opnieuw tweede achter Schmidt en Gudula Staub. Daarnaast debuteerde ze dat jaar in de FIVB World Tour met Schmitt werd ze vijfde in Oostende en met Danja Müsch deed ze mee aan vier internationale toernooien waarbij een tweede plaats in Jakarta en een vierde plaats in Espinho werden behaald. Friedrichsen en Müsch zouden tot en met 2001 een team vormen. In 1997 noteerde het tweetal in de World Tour enkel toptienklasseringen. In Osaka werden ze tweede, in Rio de Janeiro, Marseille en Espinho vijfde en in Melbourne, Pescara en Salvador negende. Bij de eerste officiële wereldkampioenschappen in Los Angeles bereikte het duo de achtste finale die verloren werd van de Braziliaansen Magda Rejane Falcão de Lima en Siomara Marcia de Souza. In eigen land wonnen ze de nationale titel ten koste van Schmidt en Staub. Het jaar daarop moesten Friedrichsen en Müsch bij de NK genoegen nemen met het brons. In het mondiale circuit kwamen ze verder tot een vierde plaats in Rio en vijfde plaatsen in Marseille en Dalian alsook bij de Goodwill Games in New York.
Het daaropvolgende seizoen speelden ze zes reguliere wedstrijden in de World Tour met een vijfde plek in Toronto als beste resultaat. Bij de WK in Marseille verloor het tweetal in de derde ronde van Yukiko Takahashi en Mika Saiki uit Japan. In de vijfde ronde van de herkansing werden ze uitgeschakeld door de latere wereldkampioenen Adriana Behar en Shelda Bede waardoor ze als zevende eindigden. Bij de Europese kampioenschappen in Palma kwamen ze niet verder dan een dertiende plaats. In Timmendorfer Strand won het duo opnieuw de Duitse titel van Schmidt en Staub. In 2000 namen Friedrichsen en Müsch in aanloop naar de Spelen in Sydney deel aan negen mondiale wedstrijden met twee zevende plaatsen (Rosarito en Toronto) als beste resultaat. Bij de Olympische Spelen werden ze in de achtste finale uitgeschakeld door Behar en Bede. Het jaar daarop strandde het duo bij de WK in Klagenfurt strandde in de groepsfase. Bij de EK in Jesolo verloren ze in de tweede ronde van de Bulgaarsen Lina en Petja Jantsjoelova, waarna ze in de tweede herkansingsronde werden uitgeschakeld door het Nederlandse tweetal Rebekka Kadijk en Marrit Leenstra. In eigen land werden ze voor de derde keer nationaal kampioen door Ines Pianka en Tonya Williams in de finale te verslaan, waarna Friedrichsen haar sportieve carrière beëindigde.

## Palmares
Kampioenschappen zaal
- 1991:  Duits kampioenschap
- 1994:  CEV Cup
- 1996:  CEV Cup
- 1996:  Duits kampioenschap
- 1996:  Duitse beker

Kampioenschappen beach
- 1994:  NK
- 1995:  NK
- 1996:  NK
- 1997:  NK
- 1997: 9e WK
- 1998:  NK
- 1999: 7e WK
- 1999:  NK
- 2000: 9e OS
- 2001:  NK

FIVB World Tour
- 1996:  World Series Jakarta
- 1997:  Osaka Open

## Persoonlijk
Friedrichsen is getrouwd met oud-beachvolleyballer Markus Dieckmann en heeft twee kinderen.